# Пауэр-электроникс
Пауэр-электроникс (англ. power electronics) — стиль электронной музыки, поджанр нойза. 
Как правило, этот термин используют для описания жёсткой музыки коллективов, которые в большом количестве используют резкие звуки синтезаторов, создающие жёсткие «кричащие» и «вопящие» эффекты. Музыка создаётся исключительно на синтезаторах и подкрепляется различным вокалом (начиная от агрессивно-перегруженного и заканчивая фоново-сухим), малоструктурирована, отсутствует привычная песенная структура. Могут преобладать высокие или низкие частоты, но всегда присутствуют жёсткость и агрессия. Тексты композиций «наполнены кровью, насилием и натуралистическими описаниями различных извращённых сцен». Отдельную тему текстов составляют половые извращения и психические патологии. Стиль имеет мало общего с пауэр-нойзом, однако эти термины всё ещё путают.

## Истоки
Вдохновляющим началом развития и вычленения данного стиля в самостоятельное направление явилась контркультура 1970-х годов. При этом его предпосылки можно найти ещё в движениях футуризма и дадаизма.
Первые музыкальные композиции, характерные для пауэр-электроникса, можно проследить в творчестве S.P.K., Streicher и т. д. Но более всего на развитие и становление стиля повлияло творчество коллектива Whitehouse (такие альбомы, как Total Sex, Erector, Cream of the Second Coming, являются эталоном стиля).

## Развитие
Стиль получил развитие в девяностых годах: для него стали характерны более аккуратная работа со звуком, высокое качество записи, проработанные аранжировки. Проекты, появившиеся в эти годы и давшие новый толчок популярности жанра: Genocide Organ, Anenzephalia, Sutcliffe Jügend, Haus Arafna, Grunt,  Control и прочие.
Своеобразный оттенок получил пауэр-электроникс в США, где появилось несколько широко признанных проектов в жанре крайм-электроникс (англ. crime electronics). Сюда можно отнести такие проекты, как Slogun, Taint и Macronympha. Тексты и темы альбомов включают в себя преступления на расовой почве, борьбу с правоохранительными органами и властью, истории серийных убийц и прочие социальные девиации.

## Дэт-индастриал
Дэт-индастриал (англ. death industrial) — сравнительно молодой, но уже канонизированный стиль индустриальной музыки. Среди его специфических особенностей необходимо сразу назвать тяжелое и медленное звучание, мощное и давящее. Иногда особо выделяют такой подстиль как дэт-эмбиент (англ. death ambient), но по сути это одно и тоже — индустриальная музыка, отличающаяся как неторопливостью развития композиции, так и безжизненностью, мрачностью атмосферы, изредка включающая и глуховатый, нечёткий ритм. Как правило, дэт-индастриал проекты тщательнейшее внимание уделяют глубокому басовому звуку с прочувствованными низкочастотными событиями. Также характерно и использование заимствованных элементов, которыми разбавляются композиции — дроун (от англ. drone, гудящие звуки; часто используются в дарк-эмбиенте) и является его поджанром, микровейв (от англ. microwave, микроволна; специфические «переливы» звука), сэмплы природных, техногенных, найденных звуков. Иногда дэт-индустриальные альбомы характеризуют как медленный пауэр-электроникс, но это не совсем верно, потому как пауэр-электроникс — это блицкриг на мозг слушателя, но не глубокая атмосферная импрессия. Дэт-индустриальное творчество тематически часто затрагивает не социо-культурные или политические моменты, а ритуально-мистические и даже инфернальные аспекты.

## Исполнители
- Anenzephalia[англ.]
- AWOHAAR (Россия)
- Barrikad (Швеция)
- Brandcommando (Польша)
- Brighter Death Now[англ.] (Швеция)
- Con-Dom (Великобритания)
- Control Resistance (США)
- Deathpile (США)
- Dj D (Nechepurenko) (Россия)
- Genocide Organ[англ.] (Германия)
- Green Army Fraction (Швеция)
- Grunt (Финляндия)
- Haus Arafna (Германия)
- Macronympha[англ.] (США)
- Navicon Torture Technologies (США)
- Operation Cleansweep (Германия)
- Propergol (Франция)
- Rasthof Dachau (AU)
- Schloss Tegal (США)
- Sektion B (Германия)
- Slogun (США)
- STROM.ec (Финляндия)
- Survival Unit (Швеция)
- Sutcliffe Jügend (Великобритания)
- Taint (США)
- The Grey Wolves (Великобритания)
- Voluntary Torture (Россия)
- Wertham (Италия)
- Whitehouse[англ.]* (Великобритания)
- Whitewater Orgasm (Финляндия)
- Ультраполярное вторжение (Россия)